# سزاری کوشینسکی
سزاری کوشینسکی (لهستانی: Cezary Kosiński؛ زادهٔ ۸ آوریل ۱۹۷۳) بازیگر اهل لهستان است.
از فیلم‌ها یا برنامه‌های تلویزیونی که وی در آن نقش داشته‌است می‌توان به فرصت دوباره، دادستان، خویشاوندان سببی،تستوسترون، خیوکا، صفر، کلانگور، اهریمن، دهن‌به‌دهن، پیانیست، بدهی، پان تادئوش و خدایان اشاره کرد.